# Joseph Maria (Fürstenberg-Stühlingen)

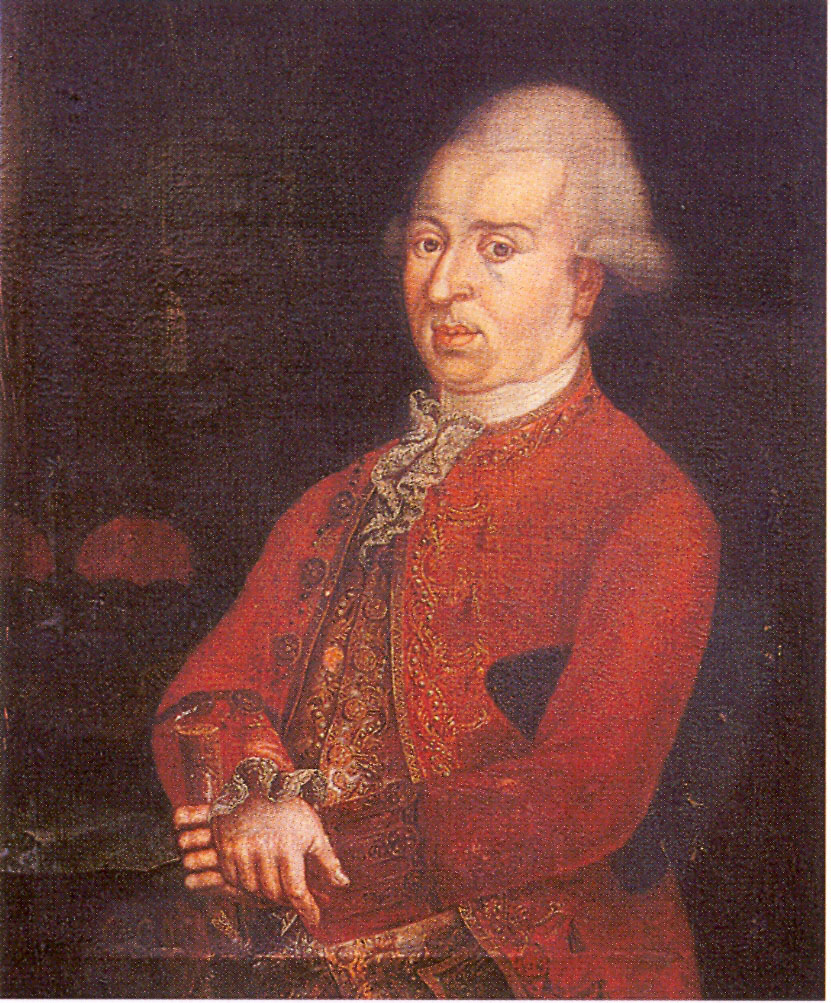
Fürst Joseph Maria Benedikt zu Fürstenberg

Joseph Maria Benedikt zu Fürstenberg-Stühlingen (* 9. Januar 1758 in Donaueschingen; † 24. Juni 1796 ebenda) war der siebte regierende Fürst zu Fürstenberg.

## Leben
Joseph Maria Benedikt war der Sohn des Fürsten Joseph Wenzel zu Fürstenberg und der Maria Josepha von Waldburg-Scheer-Trauchburg. Er studierte an der Universität Salzburg und der Ritterakademie in Turin.
Er übernahm 1783 die Regierung und schaffte umgehend die unter seinem Vater üblich gewordenen moralischen Ausschweifungen ab. Auch das Leben seiner Untertanen reglementierte er mit Sittenstrenge. 
Im Gegensatz zu den meisten seiner Vorfahren nahm Joseph Maria kein diplomatisches, juristisches oder militärisches Amt wahr.
Er förderte wie sein Vater den Bergbau. Im Jahr 1790 erschien eine silberne Ausbeutemünze der Grube Friedrich Christian mit seinem Porträt. Die Auflage betrug 806 Stück.
Die Familie drängte Joseph Maria zur Ehe, um den Fortbestand zu sichern. Am 15. November 1772 wurde denn auch ein Ehevertrag geschlossen, der ihn mit Prinzessin Maria Theresia, der Tochter des Fürsten Alexander Ferdinand von Thurn und Taxis verbinden sollte. Im April 1776 bewegte Maria Theresia ihren Vater jedoch dazu, den noch nicht vollzogenen Ehevertrag rückgängig zu machen. Am 15. Januar 1778 heiratete Joseph Maria dann Maria Antonia von Hohenzollern-Hechingen, die Tochter des Fürsten Josef Friedrich von Hohenzollern-Hechingen. Die Ehe blieb kinderlos.

## Der Musiker
Wie sein Vater war auch Joseph Maria ein Musikliebhaber – er selbst wird als „talentvoller Klavierspieler“ und seine Ehefrau als „ausgezeichnete Sopranistin“ geschildert. Das Fürstenpaar pflegte die vom Vater angeknüpfte Beziehung zu Vater und Sohn Mozart. 1784 wurde die bisherige Hofreitschule in Donaueschingen zu einem Hoftheater mit über 500 Plätzen umgebaut, wo auch Mozart-Opern aufgeführt wurden.